# Basinkomst i Mellanöstern
Basinkomst, även kallat medborgarlön, diskuteras i flera av länderna i Mellanöstern. Debatten utgår till stor del från att länderna har stora naturresurser (särskilt olja), samtidigt som en stor del av befolkningen är fattig. Iran införde nationell basinkomst 2010, finansierat genom att subventioner till bränsle med mera togs bort. 

## Nationella diskussioner

### Irak
Enligt Aminah al-Thahabi, som skriver för Niqash, har de flesta politiska grupper inklusive partierna i parlamentet tagit ställning i frågan. 
Basinkomstens förespråkare hävdar att alla irakier skulle kunna få en rättvis andel av landets oljeresurser. Motståndarna menar att reformen skulle vara inflationsdrivande och att oljepengarna snarare borde investeras i infrastrukturen, vilken är i katastrofalt skick efter år av sanktioner och krig. 
Johnny West, OpenOil consultancy, beräknade 2012 att Irak skulle kunna införa en årlig basinkomst på 220 US-dollar per person och att nivån därefter skulle kunna öka om produktionen tilltog. Han argumenterade också för att Irak med sina naturresurser skulle kunna avskaffa fattigdomen på två år.
Premiärminister Adil Abd al-Mahdi har å sin sida (oktober 2019) i ett TV-tal efter omfattande protester och demonstrationer, bland annat mot korruptionen i landet, lovat att försöka få igenom en lag om (någon form av) basinkomst för fattiga familjer. 

### Iran

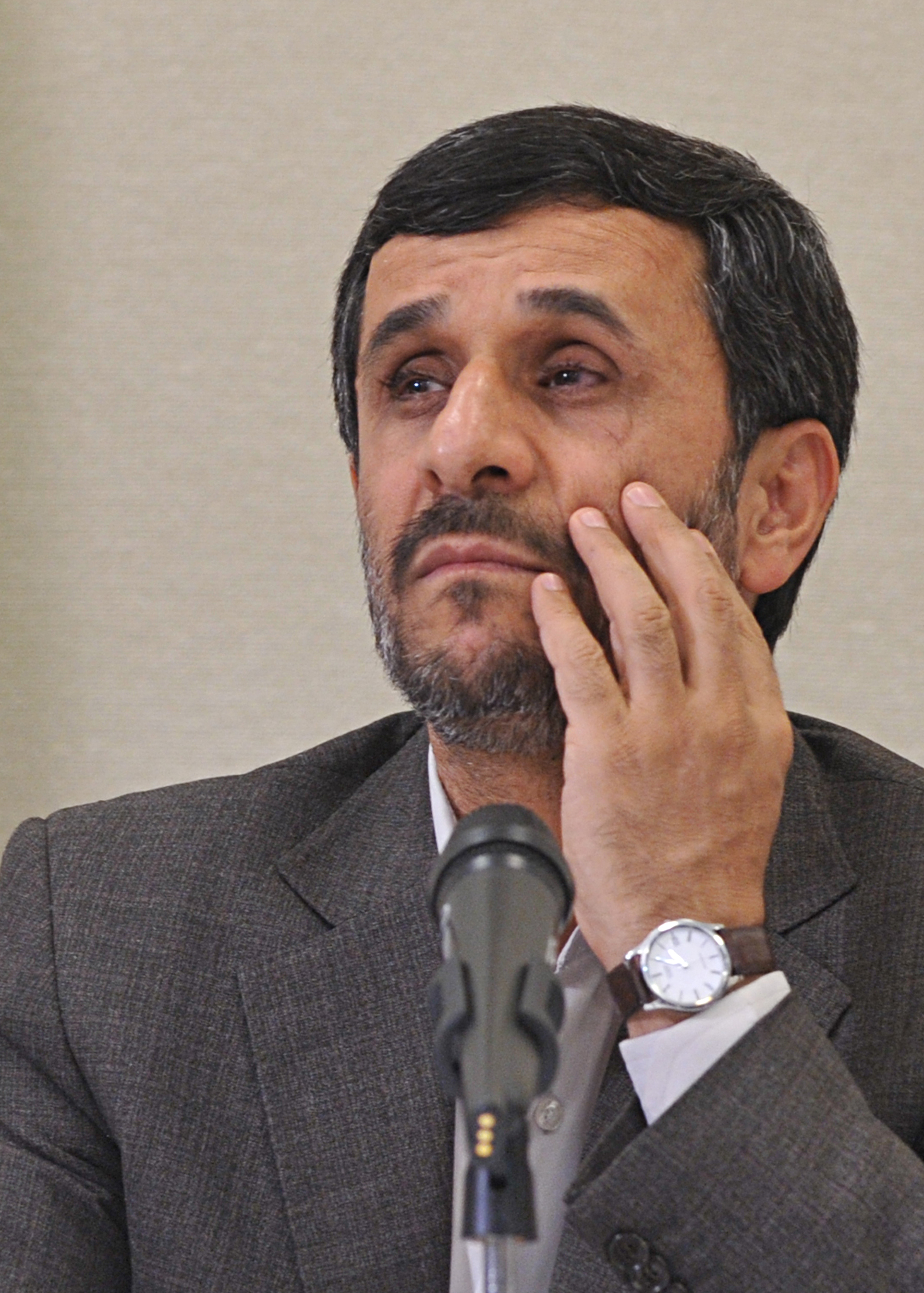
Mahmoud Ahmadinejad, 2009.

Iran införde som första land i världen en nationell basinkomst i december 2010. Den betalas ut till alla medborgare i landet med giltiga ID-kort - utom de rikaste och några andra grupper (2017 var täckningen ca 90 procent). Basinkomsten har till stor del ersatt de subventioner av bränsle, bröd, vatten, elektricitet och andra förnödenheter som landet haft i årtionden som socialpolitik, för att minska fattigdomen.
När reformen är helt implementerad kommer basinkomsten enligt planen att stå för ca 15 procent av landets BNP. Det är som jämförelse långt högre andel än i Alaska,  där utdelningen från Alaskas Permanenta Fond står för endast 3-4 procent av delstatens BNP.
Basinkomsten betalas av Irans oljeintäkter, vilka medborgarna i decennier indirekt fått del av på två sätt: dels i form av offentliga investeringar (välfärdsstat, skolor osv), dels i form av subventioner på bränsle, vars pris hållits extremt lågt. 

#### Bakgrund och debatt
Subventionerna, som infördes för att lindra nöden, hade kritiserats i decennier. Kritiken handlade om att systemet medför överdriven konsumtion, ineffektiv produktion, avfall, föroreningar samt smuggling till grannländerna. Det framhölls också att subventionerna ökat fattigdomen och ojämlikheten eftersom huvuddelen av subventionerna gått till medelklassen i städerna istället för de fattiga på landsbygden. Flera regeringar har försökt reformera subventionssystemet, men har hindrats genom politiskt och folkligt motstånd.
I juni 2008 antog därför den iranska regeringen under president Mahmoud Ahmadinejad en plan för att fasa ut prissubventionerna under ett antal år samtidigt som de ersätts med basinkomst. De utfasade subventionerna skulle främst gälla bränsleprodukter (ca 90 procent), men också el och vatten, transporter, bröd och vissa andra varor. Subventionsreformen har två syften, dels förbättra resursfördelningen med mer rationella, relativa priser och ett större utrymme för marknadskrafterna, dels främja social rättvisa genom att omfördela oljepengarna så att nettoeffekten blir att fattiga gynnas.
Basinkomstdelen av subventionsreformen har varit populär, samtidigt som experter har hävdat att de bör skrotas till förmån för andra prioriteringar, t.ex. skapande eller expansion av offentliga tjänster. Andra kritiker har varit något mindre kategoriska och sagt sig kunna stödja kontantutbetalningar till fattiga grupper. Under hösten 2012 medgav regeringen att det är ett problem att basinkomsten kostar mer än subventionerna som den skulle ersätta. Regeringen övervägde därför att behovspröva basinkomsten. Då blir det dock, per definition, inte längre en basinkomst.
Enligt Djavad Salehi-Isfahani, som forskar på basinkomsten i Iran, så är det i övrigt liknande kritik mot basinkomsten i Iran som på andra håll i världen. En kritik som till stor del kommer från de konservativa, men även delar av regeringen och akademin,  vilka bland annat menar att basinkomst minskar incitamenten till lönearbete. Detta stämmer dock inte, enligt Salehi-Isfahani. I den stora basinkomststudie han genomförde tillsammans med Mohammad Mostafavi-Dehzooei under 2011 till 2017 fann han ingen minskning av arbetsutbudet, tvärtom i flera fall - dvs att folk arbetade mer - med undantag för ungdomar som redan befann sig i utbildning. En annan vanlig kritik mot basinkomsten i Iran, enligt Salehi-Isfahani, är att många ogillar reformens arkitekt, den förre presidenten Ahmadinejad..

#### Basinkomsten nivå
- 2012: Omkring 40 US-dollar per person och månad.[1] 480 $ per år för en ensam person och 2300 $ för en familj på fem personer.[7][8]

### Israel
I Israel började det ideella initiativet GoodDollar år 2018 bygga en global ekonomisk ram för att tillhandahålla hållbar och skalbar universell grundinkomst genom den nya digitala tillgångstekniken för blockchain. Den ideella organisationen har som mål att starta ett nätverk för penningöverföring där pengar kan distribueras till de mest behövande, oavsett var de befinner sig, baserat på principen om basinkomst. Projektet samlade in 1 miljon dollar från eToro.

### Turkiet
Det stora antalet flyktingar i Turkiet, främst från Syrien på grund av kriget, är en stor Turkisk och europeisk fråga. För att minska flyktingströmmen vidare från Turkiet till EU och övriga Västeuropa och för att förbättra situationen för flyktingarna har EU iscensatt hjälpprogrammet ESSN. En central del av ESSN är att flyktingarna förses med betalkort, att använda till mat, boende, skolgång och sjukvård i Turkiet. Betalkorten tillförs en ovillkorlig summa pengar varje månad och är således en basinkomst. Enligt Christos Stylianides,  EU:s kommissionär för humanitär hjälp och krishantering, är basinkomstprojektet i Turkiet, "det största humanitära projekt som EU någonsin har stött". På presskonferensen då systemet presenterades förklarade han också att detta beslut innebär att en miljon syriska flyktingar nu får basinkomst.

## Allmän diskussion
Enligt Shanta Devarajan, utvecklingsekonom på Världsbanken, har de oljerika länderna i Mellanöstern och Afrika ett gemensamt problem. Det är att de stora oljeintäkterna går direkt till regeringen, så att allmänheten inte har något grepp om oljeintäkternas storlek och därför inte heller har förutsättningar att hålla sina regeringar ansvariga vid misskötsel av pengarna. För att komma åt detta problem menar han att det vore mycket bättre om oljeinkomsterna gick direkt till medborgarna istället. Detta skulle till och med, menar han, kunna avskaffa den absoluta fattigdomen i dessa länder. Han ser tre anledningar till att basinkomst i oljerika länder nu har blivit realistiskt. För det första finns numera bra tekniska lösningar. Exempelvis kan länderna använda sig av något liknande som Indiens Aadhaar-kort (vilket den 31 mars 2017 hade 1,13 miljarder människor registrerade). För det andra har politisk-ekonomisk forskning föreslagit att steg mot ovillkorlig basinkomst i resursrika länder, såsom oljeländer, där det också är stor fattigdom och svaga institutioner, vore särskilt önskvärt av flera skäl. Förutom att fattigdomen då kan minskas avsevärt finns också möjligheten att grannländer tar efter varandras goda exempel. Dessutom menar han att de kontinuerligt låga oljepriserna har fått många av dessa oljeländer att tänka om sin politik, bort från den stora betoningen på subventioner och att ge så många som möjligt jobb i offentlig sektor - och istället införa andra och mer effektiva metoder för att dela oljeinkomsterna i befolkningen i stort.